# HD 93905
HD 93905，又名CD-33 7288，SAO 201805、HR 4238，是一颗恒星，视星等为5.61，位于銀經276，銀緯22.38，其B1900.0坐标为赤經10h 45m 17.7s，赤緯-33° 22.38′ 45″。